# Ferrer Rossi
Franco Rossi detto Ferrer (Cesenatico, 1910 – 1986) è stato un violinista e compositore italiano.
Ferrer è stato un compositore di ballabili romagnoli, come il Valzer dell'usignolo. È considerato tra i più virtuosi violinisti romagnoli del ventesimo secolo. Oltre al violino suonava anche il sax contralto.

## Biografia
Figlio d'arte, il padre Guido detto Poiali era un clarinettista in Do che aveva suonato nell'orchestra di Secondo Casadei dal 1930 ai primi anni cinquanta.
Ha iniziato la carriera musicale nel duo Battistini-Rossi per poi fondare nel 1937 l'orchestra Rossi composta inizialmente da Mario Morsiani al secondo violino e al basso), Adelmo Croci al clarino, Morigi alla chitarra, Morando Maltoni al basso e Andrea Gulizia (diplomato in violoncello) alla batteria. Più tardi entrarono a far parte dell'orchestra Foscolo Ravaldini (pianista e fisarmonicista), Terzo Fariselli alla fisarmonica e al trombone, Armando Fariselli a clarino, sax, violino e canto, Primo Montanari alla batteria, Renato Marini e Dino Fiammighi alla tromba, Edgardo Gusella al basso e Mio alla chitarra.
Le sue canzoni più note sono: Balcone chiuso (serenata cantata e dedicata alla futura moglie Nella Caimmi), le polke Disperata e Antonietta, i valzer Il pipistrello, Vallona, Maria, Forlivese, N°17 e Trifoglio, la mazurka Fernanda, il tango È un'illusione, il cha cha cha E mi Giani.
L'orchestra Ferrer Rossi si esibì anche all'EIAR di Bologna.
Si sciolse nel 1953. Ferrer continuò tuttavia a comporre altri ballabili, raggiungendo un totale di circa 400 composizioni.

## Discografia

### Orchestra Rossi

#### Singoli
- Teresita / Maria (canta Armando Fariselli) (Durium M 9249)
- Mare Mosso / Mademoiselle (Durium M 9252)
- Graziella / Valzer dell'usignolo (Durium M 9254)
- Ellix / Romantico (Durium M 9256)
- Giovanna / Scala quaranta (Durium M 9257)
- Faentina / Siberiano (Durium M 9258)
- Bolero Andaluso / Ninna nanna (Durium M 9260)
- Gianna / Onde sul mare (Durium M 9489)
- Gino / Emilietta (Durium M 9490)
- N° 4 / La checca (clarino Adelmo Croci) (Durium M 9491)
- Stop / Rosina (Durium M 9492)
- Amor amor / L'amor cos'è (canta Armando Fariselli) (Durium M 9779)
- Ortensia / Lillà (Durium M 9808)
- Triste ricordo / Rosetta (canta Armando Fariselli) (Durium M 9809)
- Gilda / Bella bimba Forlivese (Telefunken M 9248)
- C b e / Nicoletta (Telefunken M 9249)
- Bimbe belle / Sette luglio (Telefunken M 9251)
- Altalena / Paciaclona (Telefunken M 9252)
- Argia / Passeggiando (Telefunken M 9253)
- Nevio / Tango dell'amore (Telefunken M)